# Casa na Rua Nova
A Casa na Rua Nova é um edificio histórico na vila de Odeceixe, na região do Algarve, em Portugal.

## Descrição e história
Este imóvel está situado no centro da vila, formando um gaveto entre a Rua Nova e a Rua do Outão, e estando parcialmente virado para um largo. Nas proximidades situam-se outras duas casas históricas de Odeceixe, o Edifício na Rua Nova, 10, 12 e 14, e a Casa no Largo 1.º de Maio, n.º 6. Consiste num edifício residencial de um só piso, de planta rectangular e com telhado de quatro águas.  A fachada principal, virada a Noroeste, é rasgada por duas portas e cinco janelas, todas de verga em arco rebaixado, e possui um embasamento formando um aparelho bujardado e isódomo. Na porta principal destacam-se as aldrabas de grande dimensão, em forma de peixe, muito parecidas à da Casa na Rua do Rio, n.º 14, e que talvez sejam uma referência à indústria piscatória, que antes era a principal empregadora em Odeceixe. A casa foi provavelmente construída na primeira metade do século XX.